# Distretto di Kitashitara
Il distretto di Kitashitara (北設楽郡?, Kitashitara-gun) è uno dei distretti della prefettura di Aichi, in Giappone.
Attualmente fanno parte del distretto i comuni di Shitara, Tōei e Toyone.